# Tharra epidentata
Tharra epidentata är en insektsart som beskrevs av Nielson 1982. Tharra epidentata ingår i släktet Tharra och familjen dvärgstritar. Inga underarter finns listade i Catalogue of Life.